# Siemikarakorsk
Siemikarakorsk (ros. Семикаракорск) — miasto w Rosji, w obwodzie rostowskim, nad Donem, siedziba administracyjna rejonu siemikarakorskiego. Prawa miejskie od 1972 roku.

## Mieszkańcy

### Mieszkańcy w latach
| rok  | mieszkańcy w tysiącach |
| ---- | ---------------------- |
| 1939 | 5,9                    |
| 1959 | 15,9                   |
| 1970 | 18,3                   |
| 1979 | 20,2                   |
| 1989 | 22,7                   |
| 1992 | 23,2                   |
| 1996 | 23,1                   |
| 1998 | 24,2                   |
| 2000 | 24,1                   |
| 2001 | 24,2                   |
| 2003 | 23,5                   |
| 2005 | 23,3                   |
| 2006 | 23,3                   |
| 2007 | 23,1                   |
| 2008 | 23,1                   |
| 2009 |                        |

Liczbę mieszkańców podano w tysiącach

## Dodatkowe fakty
W mieście od 1956 do 1974 roku mieszkał bohater Związku Radzieckiego, M.A. Biedryszew. Na pamiątkę tego wydarzenia nazwano jego imieniem jedną z ulic.